# Kattarská proláklina
Kattarská proláklina (arabsky: منخفض القطارة‎ Munḫafaḍ Qaṭṭārah) je pustá sníženina v severozápadní části governorátu Matrúh v Egyptě a v části Libyjské pouště. Rozkládá se mezi 28°35′ a 30°25′ severní šířky a mezi 26°20′ a 29°02′ východní délky. Leží pod úrovní hladiny moře a je pokryta solnou pánví, písečnými dunami a slanisky. Je bezodtokou oblastí, klima je vysoce aridní. Asi 20 kilometrů západně od deprese leží oázy Síwa a Jaghbub v podobné menší proláklině.
Katarská proláklina je druhým nejnižším místem v Africe, 133 metrů pod hladinou moře (nejníže je hladina jezera Assal v Džibutsku). Rozlohou necelých 20 tisíc km² je srovnatelná s jezerem Ontario a dvakrát větší než Libanon. Vzhledem k rozsáhlosti území a relativní blízkosti Středozemního moře byla zkoumána možnost zřízení hydroelektrárny, která by využívala spádu mezi mořskou hladinou a dnem prolákliny, do níž by voda proudila.

## Geografie
Proláklina má tvar slzy, směřující hrotem na východ, s širokou a hlubokou oblastí na jihozápadě. Je považována za největší světový přirozený závrt. Severní strana se vyznačuje strmými srázy až 280 metrů vysokými, spadajícími od planiny El Diffa. Jižní svahy pozvolna přecházejí do rozlehlé písečné pouště.
V proláklině se pod severním skalnatým okrajem nacházejí slaniska a vyschlá jezerní dna, přechodně zaplavovaná. Močály zaujímají přibližně 300 čtverečních kilometrů, i když jsou místy pokrývané vátými písky. Asi čtvrtinu území pokrývají suchá jezera složená z tvrdé krusty a lepkavého bahna, občas naplněná vodou.
Deprese byla vytvořena současným působením zvětrávání a větrné eroze za působení soli. Sůl nejprve narušila podklad, vzniklý písek poté odnesl vítr.

## Ekologie
Jedinou vegetaci představují řídké lesíky akácií (Acacia raddiana) v mělkých prohlubních. Oáza Moghra na severovýchodě obsahuje poloslané jezero o rozloze 4 km² a bažiny s rákosinami. Jihozápadní roh deprese je součástí Chráněné oblasti Siwa. Proláklina je důležitým stanovištěm geparda, žijí zde gazely, zajíci a šakalové.

## Osídlení a těžba ropy
V oblasti existuje jediné trvalé osídlení – oáza Qara s asi 300 obyvateli převážně berberského původu v nejzápadnější části prolákliny. Dalším obyvatelstvem je nomádská populace v oblasti neobydlené oázy Moghra.
V proláklině jsou ropná pole těžebních společností Royal Dutch Shell a Apache Corporation.

## Historie

### Průzkum
Nadmořská výška sníženiny byla poprvé změřena roku 1917 důstojníkem britské armády, který v oblasti hlídkoval s průzkumnými vozidly. Důstojník zde na žádost Johna Balla provedl měření nadmořské výšky pomocí aneroidního barometru, a u pramene Ain EI Qattara naměřil hodnotu asi 60 metrů pod hladinou moře. Toto číslo bylo překvapivé, a jelikož se použitý barometr ztratil, bylo třeba provést kontrolní měření. V letech 1924 až 1925 Ball zorganizoval novou průzkumnou skupinu s cílem provést triangulaci na západ od Vádí Natrun. Průzkum vedl zkušený G. F. Walpole, jenž potvrdil dřívější měření a doložil tak existenci tohoto rozsáhlého území pod úrovní moře, místy až 133 metrů hlubokého.
Ve 20. a 30. letech 20. století byly díky Ralphu Algerovi, britskému důstojníkovi a badateli, zjištěny nové poznatky o Kattarské proláklině. Nejvýznamnější byla jeho cesta v roce 1927, během níž prošel depresi z východu na západ a navštívil oázy Qara a Síwa. Na mnoha výpravách používal  automobily (Ford Model T) speciálně upravené pro jízdu v pouštních podmínkách, jejichž technologická vylepšení byla v období druhé světové války velmi přínosná pro britskou Long Range Desert Group.
Ball o svých objevech informoval odbornou veřejnost v říjnu 1927 v časopise The Geographical Journal. Oblast pojmenoval „Qattara“ podle pramene Ain EI Qattara, kde byla prováděna první měření; název v arabštině doslovně znamená „kapající“. O šest let později Ball ve svém článku The Qattara Depression of the Libyan Desert and the possibility of its utilisation for power-production jako první publikoval návrh na zatopení oblasti za účelem výroby elektřiny.

### Druhá světová válka
Během druhé světové války deprese ovlivnila ráz první i druhé bitvy u El Alameinu. Kvůli svým solným pánvím, hlubokým srázům a fech fech (velmi jemný prachový písek) byla považována za neprůjezdnou pro tanky a většinu jiných vojenských vozidel. Srázy u El Alameinu hrály roli přirozeného okraje bojiště, takže síly britského impéria nemohly být obchváceny z jihu. Armády Osy i spojenců budovaly opevněné linie (tzv. Ďáblovy zahrady) od Středozemního moře až ke kattarské proláklině; z větší části se tam jejich pozůstatky nacházejí dodnes, a to především rozsáhlá minová pole.
Do prolákliny během bojů nevstoupily žádné početnější armádní jednotky, ačkoli v oblasti operovaly německé hlídky Afrika Korpsu a britská Long Range Desert Group. Opravárenské a vyprošťovací jednotky RAF (jako například 58 RSU) se přesunovaly přes depresi a v egyptské Západní poušti vyprošťovaly letadla, která zde přistála nebo havarovala.
Jeden německý spojovací důstojník dislokovaný v kattarské depresi se stal podle Gordona Welchmana důležitou postavou pro britský tým pověřený prolomením kódu Enigma; pravidelně totiž vysílal stále stejnou zprávu, že „Není co hlásit.“